# Bóz
Bóz (románul: Boz) falu Romániában, Erdélyben, Hunyad megyében.

## Fekvése
Az Erdélyi Érchegység peremén, Dévától 18,5 km-re északnyugatra fekszik.

## Története
Határában a rómaiak követ bányásztak. Területén a 15–16. században több Bóz nevű falu feküdt: 1453-ból Magyarboz, 1494-ből Thothboz, 1518-ból Olaboz és Papboz bukkan fel az oklevelekben. 1733-ban 29 görögkatolikus család lakta, pappal. 1895-ben 11 639 szilvafát írtak össze benne.
Határában, a Cornetu-hegyen 1903-ban találtak márványt. A kitermelésére alakult társaság részvényeit főként belga befektetők vásárolták fel. A márványbánya ma is működik.

## Népessége
- 1850-ben 440 lakosából 423 volt román és 17 cigány nemzetiségű; valamennyien ortodox vallásúak.
- 2002-ben 486 lakosából 483 volt román és 2 magyar nemzetiségű; 477 ortodox és 6 római katolikus vallású.

## Látnivalók
- Szent György tiszteletére emelt ortodox fatemploma 1701-ben épült. Hajóját 1791 körül kibővítették, 1829 előtt kifestették.

## Híres emberek
- Itt született 1928. december 24-én Nicolae Țic író.